# Traité de Hué (1863)
Pour les articles homonymes, voir Traité de Hué.
Le traité de Hué est conclu le 14 avril 1863.
Il confirme le traité de Saïgon de 1862.